# Ivonne A-Baki

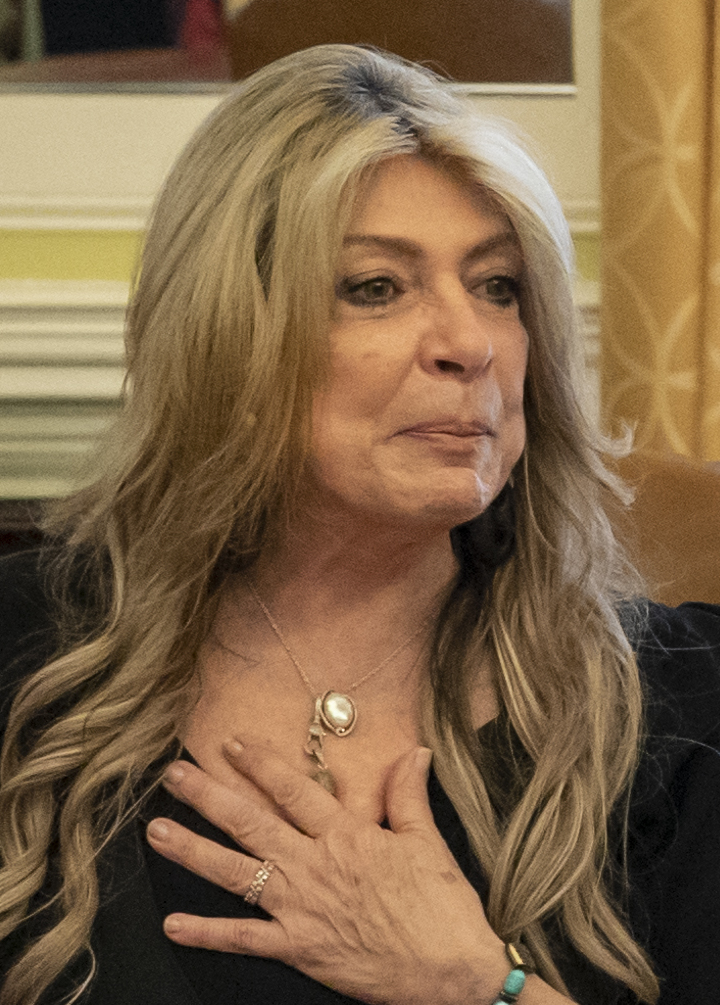
Ivonne A-Baki (2023)

Ivonne Juez Abuchacra de Baki, auch A-Baki (* 23. Februar 1951 in Guayaquil), ist eine ecuadorianische Politikerin und Diplomatin. Sie ist ecuadorianische Botschafterin in den Vereinigten Staaten.

## Familie und Ausbildung
Ivonne A-Baki kam 1951 in der ecuadorianischen Großstadt Guayaquil als Tochter libanesisch-arabischer Eltern zur Welt. Während sie sich mit ihnen in Beirut aufhielt, lernte sie ihren zukünftigen Ehemann Sami Abd-El-Baki kennen. Aus der Ehe gingen drei Kinder hervor.
A-Baki, die auch als Malerin tätig ist, zog 1990 in die USA und nahm an einem Artist-in-Residence-Programm der Harvard University teil. 1993 erlangte sie Master-Abschlüsse in Public Administration und Public Policy an der Harvard Kennedy School.

## Diplomatische Laufbahn
Ivonne A-Baki war von 1984 bis 1990 Honorarkonsulin im Libanon und von 1992 bis 1998 Honorarkonsulin in Boston. Von 1998 bis 2002 war sie ecuadorianische Botschafterin in den Vereinigten Staaten und damit die erste Frau in diesem Amt. Ihre Akkreditierung fand am 9. November 1998 und der Amtsantritt am 21. Januar 1999 statt. Von September 2017 bis Februar 2020 war A-Baki Botschafterin in Katar sowie nichtresidenter Botschafter in Irak, Kuwait, Libanon, Jordan, Oman und Syrien. Am 6. Februar 2020 wurde sie erneut als Botschafterin in den Vereinigten Staaten akkreditiert.
A-Baki engagierte sich zudem ab 2010 als Goodwill Ambassador für die UNESCO.

## Politische Laufbahn
1998 wurde Ivonne A-Baki Beraterin von Präsident Jamil Mahuad, der den Friedensvertrag zum Grenzkrieg mit Peru unterzeichnete. 2002 kandidierte sie selbst (erfolglos) bei der Präsidentschaftswahl. Von 2003 bis 2004 war sie Vorsitzende der Kommission der Andenstaaten. Von 2003 bis 2005 amtierte sie als erste weibliche ecuadorianische Ministerin für Handel, Fischerei und Wettbewerb. Von 2006 bis 2010 war sie Mitglied des Andenparlaments und 2007 dessen Vorsitzende. 2009 kandidierte sie ohne Erfolg für das Amt des Generaldirektors der UNESCO. Von 2010 bis 2013 war sie leitende Verhandlungsführerin der Yasuní-ITT-Initiative.

## Auszeichnungen (Auswahl)
- 1988: Order of the Cedar, Libanon
- 1989: Orden Nacional al Mérito, Ecuador[2]